# チュ・ジノン
チュ・ジノン（주진언）は韓国の翻訳家。大学では朝鮮文学を専攻した。日本のライトノベルや漫画、アニメを韓国語に翻訳している。

## 主な翻訳作品

### 小説・ライトノベル
- 佐藤友哉
  - フリッカー式 鏡公彦にうってつけの殺人（日本版 2001年7月／韓国版 2006年8月）
  - エナメルを塗った魂の比重 鏡稜子ときせかえ密室（日本版 2001年12月／韓国版 2007年7月）
- 橋本紡
  - 猫泥棒と木曜日のキッチン（日本版 2005年8月／韓国版 2007年4月）
- ライトノベル シリーズ作品
  - 橋本紡 - 半分の月がのぼる空シリーズ
  - 岩田洋季 - 護くんに女神の祝福を!シリーズ
  - 日日日 - 蟲と眼球シリーズ

### 漫画
- 由貴香織里 - 伯爵カインシリーズ（全5部全13巻を翻訳、韓国での刊行：2000年11月 - 2004年5月）
- 英洋子
- 羅川真里茂
- ながいのりあき - 漫画版『男たちの好日』（全4巻翻訳、韓国での刊行：2002年7月 - 2002年10月）
- 池田文春 - BAR来夢来人
- 松山せいじ - エイケン

etc...